# وامبت بینی‌مودار شمالی
وامبت بینی‌مودار شمالی (نام علمی: Lasiorhinus krefftii) نام یک گونه از تیره وامبت است.